# طوطی سرشاهینی

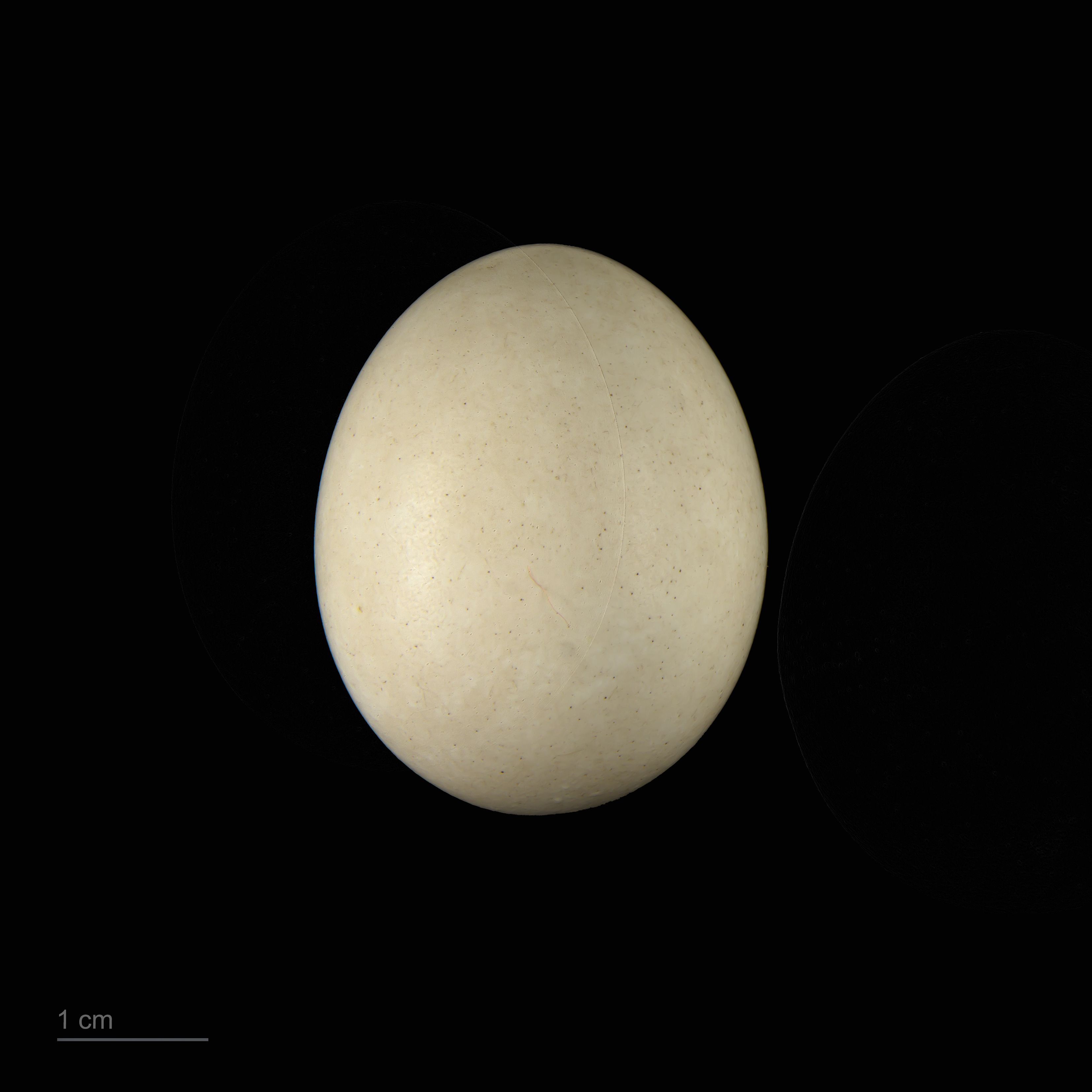
Deroptyus accipitrinus

طوطی سرشاهینی (نام علمی: Deroptyus accipitrinus) نام یک گونه از تیره طوطیان است.